# Pam Ferris
Pamela E. Ferris, detta Pam (Hannover, 11 maggio 1948), è un'attrice gallese.

## Biografia
Nata in Germania, ad Hannover, mentre suo padre prestava servizio nella Royal Air Force. Dopo che i suoi genitori sono tornati nel Regno Unito, Ferris ha trascorso la sua infanzia nella zona di Aberkenfig, vicino a Bridgend. Suo padre Fred Ferris, era un poliziotto e sua madre Ann Perkins, lavorava nel panificio di famiglia.
Pam si è esibita nei suoi anni più giovani al Mercury Theatre di Auckland, e successivamente con varie compagnie regionali nel Regno Unito, è moglie dell'attore Roger Frost.
I suoi ruoli più celebri sono quello della perfida preside Agatha Trinciabue in Matilda 6 mitica (1996), quello della crudele zia Marge Dursley in Harry Potter e il prigioniero di Azkaban (2004), quello di Miriam in I figli degli uomini (2006) e quello della burbera ma buona Suor Evangelina in L'amore e la vita - Call the Midwife.

## Filmografia parziale

### Cinema
- To Love a Maori, regia di Ramai Hayward e Rudall Hayward (1972)
- Matilda 6 mitica (Matilda), regia di Danny DeVito (1996)
- Eliminate Smoochy (Death to Smoochy), regia di Danny DeVito (2002)
- Harry Potter e il prigioniero di Azkaban (Harry Potter and the Prisoner of Azkaban), regia di Alfonso Cuarón (2004)
- I figli degli uomini (Children of Men), regia di Alfonso Cuarón (2006)
- Telstar (Telstar: The Joe Meek Story), regia di Nick Moran (2008)
- L'ombra del sospetto (The Other Man), regia di Richard Eyre (2008)
- Viaggio nella vertigine (Within the Whirlwind), regia di Marleen Gorris (2009)
- Nativity!, regia di Debbie Isitt (2009)
- The Raven, regia di James McTeigue (2012)
- Holmes & Watson - 2 de menti al servizio della regina (Holmes & Watson), regia di Etan Cohen (2018)
- Tolkien, regia di Dome Karukoski (2019)

### Televisione
- Meantime, regia di Mike Leigh – film TV (1983)
- Metropolitan Police – serie TV, episodio 1x10 (1985)
- Connie – serie TV, 13 episodi  (1985)
- Casualty – serie TV, episodio 2x07 (1987)
- L'arancio non è l'unico frutto – miniserie TV (1990)
- Cluedo – serie TV, 6 episodi (1992)
- The Darling Buds of May - serie TV, 20 episodi (1991-1993)
- Where the Heart Is – serie TV, 36 episodi (1997-2000)
- Pollyanna, regia di Sarah Harding – film TV (2003)
- Clocking off – serie TV, 6 episodi (2003)
- Miss Marple (Agatha Christie's Marple) – serie TV, episodio 1x03 (2004)
- Giardini e misteri (Rosemary and Thyme) – serie TV, 22 episodi (2003-2006)
- Jane Eyre – miniserie TV 4 puntate (2006)
- Little Dorrit – miniserie TV (2008)
- Luther – serie TV, episodi 2x03-2x04 (2011)
- L'ispettore Barnaby (Midsomer Murders) – serie TV, episodio 14x03 (2011)
- L'amore e la vita - Call the Midwife - serie TV, 36 episodi (2012-2016)

### Doppiatrice
- Jackboots in Whitehall (2010)

## Doppiatrici italiane
Nelle versioni in italiano dei suoi lavori, Pam Ferris è stata doppiata da:
- Lorenza Biella in Harry Potter e il prigioniero di Azkaban, Luther
- Rita Savagnone in Matilda 6 mitica
- Laura Boccanera in I figli degli uomini
- Anna Rita Pasanisi in L'amore e la vita - Call the Midwife
- Graziella Polesinanti in Jane Eyre
- Daniela Abruzzese in Nativity
- Vittoria Febbi in Giardini & misteri
- Sonia Scotti in Miss Marple
- Aurora Cancian in Tolkien
- Ada Maria Serra Zanetti in Holmes & Watson - 2 de menti al servizio della regina